# Obernyik Károly
Obernyik Károly (Kömlőd, 1814. október 22. – Pest, 1855. augusztus 17.) író, a magyar társadalmi dráma egyik megteremtője, Petőfi Sándor barátja, a Tízek Társaságának tagja.

## Életpályája

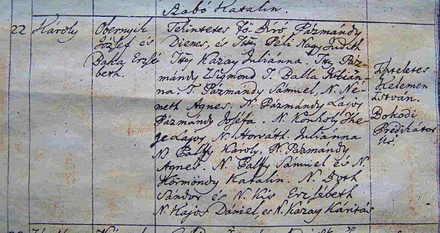
Obernyik Károly születési és keresztelési bejegyzése a kömlődi református egyház anyakönyvében.

A debreceni kollégium diákja, majd 1837-től Csekén Kölcsey Ferenc unokaöccsének, Kölcsey Kálmánnak volt a nevelője. Kölcsey ébresztette fel érdeklődését az írás iránt is. Az 1840-es évek elején Pestre érkezett, ahol 1841-ben ügyvédi diplomát kapott. Kiterjedt irodalmi kapcsolatokkal rendelkezett. Megismerkedett Czuczor Gergellyel, Vahot Imrével, Petőfivel. A megalakuló Tízek Társaságának tagja lett. 1843-ban a Főúr és pór című társadalmi drámája keltette fel az akadémia figyelmét, melyért jutalomban részesítették. 
Mivel az 1848. március 15-ei események tevékeny előkészítőjeként ismerték nevét, a következő esztendőben Csekére költözött át. 1850-ben aztán ismét Pestre ment, ahol a Nemzeti Színház drámabíráló bizottságának jegyzője lett. 1851-től haláláig a kecskeméti református kollégium tanáraként dolgozott. 
1855. augusztus 17. halt meg kolerában, Pesten, a Rókus-kórházban, ahová Kecskemétről, ugyancsak a kolera elől menekült; augusztus 19-én temették el.

## Emlékezete
"A budapesti Kerepesi úti temetőben levő sírhalmát a nagykőrösi tanári kar és Tomori Anasztáz buzgólkodása s gyűjtése által jelölték meg emlékkővel, melynek összegét a költő utolsó művének, Brankovics György-nek jövedelme is növelt".

## Művei

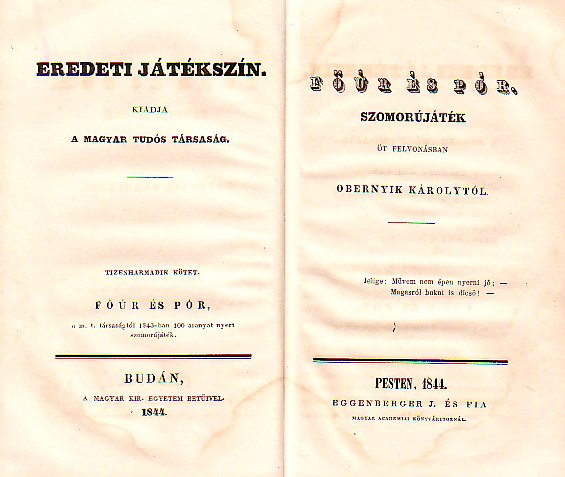
A Főúr és pór, szomorújáték öt felvonásban címlapja. Buda, 1844.

- Főúr és pór, szomorújáték öt felvonásban. Buda, 1844. (Eredeti játékszín 13. Az akadémia 1843. százaranyos pályadíját nyerte el).
- Örökség, dráma öt felv. Pest, 1845. (Nemzeti Színműtár 1., és Győr, 1893. Egyetemes Könyvtár 33. Előadatott először a pesti nemzeti színházban 1844. aug. 10., 12. és 1863. jan. 13.).
- Nőtelen férj, vígj. három felv. Pest, 1846. (Nemzeti Színműtár 3. A nemzeti színház 60 darab arany jutalmát nyerte. Előadatott a pesti nemzeti színházban 1868. deczember 14.).
- Ausztriai polgári törvénykönyv. Rendszeres kivonatban, a vonatkozó §§-ok számainak idézésével. Pest, 1853.
- Beszélyek. (Az özvegynő. Az Oceán virága.) A szerző életrajzával Abafi Lajostól. Pest, 1875 (M. Könyvesház 1.).
- Obernyik Károly szépirodalmi összes munkái. Sajtó alá rendezte s életrajzzal kiegészítette Ferenczy József. Budapest, 1878. Négy kötet. (I. Életrajz. Színművek: Főúr és pór, előadták Kolozsvárt 1848. máj. 2., Messiás, szomj. öt felv., Örökség, Elsőszülött, dráma négy felv. 1846. jan. 24. előadták a nemzeti színházban, II. Nőtelen férj, Egy kis kaland, vígj. egy felv., először 1846. aug. 8. a nemzeti színházban, Fiatal nagynéne, vigj. három felv., 1847. okt. 7. előadták a nemzeti színházban, Magyar kivándorlott a bécsi forradalomban, vígj. két felv., Anya és vetélytársnő, dr. öt felv., először a nemzeti színházban 1850. jan 7., Khelonisz, tört. dr. öt felv., mely 1854. nov. 8. először előadatott Pesten; Brankovics György, szomj. öt felv., először a nemzeti színházban 1856. jún. 3. Ism. Salamon F. Budapesti Hirlap 131. sz., Greguss Ágost Tanulmányai II. 85. l. Kassán, 1858. máj. 22. Befejezetlen maradt, mert az utolsó felvonás dolgozása közben elérte a halál; ezen befejezetlen drámáját barátja, Bulyovszky Gyula egészítette ki s a mű nyertes lett a pályázaton, melyre készült; az utolsó felvonást később, a darab színre kerültével Egressy Gábor dolgozta át, kinek legkedveltebb darabja volt; ebben a darabban roskadt össze 1866. júl. 30., midőn szélütés érte s pár óra mulva meghalt; ebből irta Erkel Ferencz hasonló czímű operáját. III. Beszélyek. IV. Beszélyek, Kölcsey Ferenc házi körében, Vahot Imre. Zárszó. Ism. P. Hirlap 1879. 78., Nemzeti Hirlap 126., Vasárnapi Ujság 9. sz.)
- Örökség. Dráma; Gross, Győr, 1892 (Egyetemes könyvtár)
- Magyar kivándorlott a bécsi forradalomban; in: Színművek 1848-1849-ből; vál., szöveggond., utószó Kerényi Ferenc; Unikornis, Bp., 1998 (A magyar dráma gyöngyszemei)